# Golfo de Cádiz
El golfo de Cádiz es un entrante del océano Atlántico en la costa del suroeste de la península ibérica, que se encuentra entre el cabo de San Vicente, en Portugal, y el estrecho de Gibraltar, por lo que sus aguas bañan la costa sur del Algarve, la costa de la provincia de Huelva y la costa atlántica de la provincia de Cádiz.

## Descripción
Al mioceno plegado se superpone el plioceno marino, con la tan citada piedra ostionera y los conglomerados continentales pleistocenos. La regularización debida al oleaje del tercer cuadrante proporciona un litoral poco articulado, cuyos únicos accidentes son las flechas, caños y esteros, detrás de los cuales vienen las marismas. Sigue la mayor zona dunar de la península con barrancos o cantil medio de 15 m en el centro. La costa se complica al este del Guadalquivir, gracias a la tectónica bética y la penetración flandriense. El conjunto del litoral del golfo cabe calificarlo de reciente por la progresión de formas aluviales, que casi siempre han dejado como muertos los anteriores acantilados.
El Guadiana fronterizo prograda hacia levante con su barra y flechas desde hace 4.000 años con la colaboración de los vientos prevalentes del SW. 
Los ríos más importantes que desembocan en el golfo, de oeste a este, son los siguientes:
- río Guadiana, con una longitud de 742 km;
- río Piedras;
- río Odiel (con el río Tinto);
- río Guadalquivir, con una longitud de 666 km;
- río Guadalete, con una longitud de 157 km;.

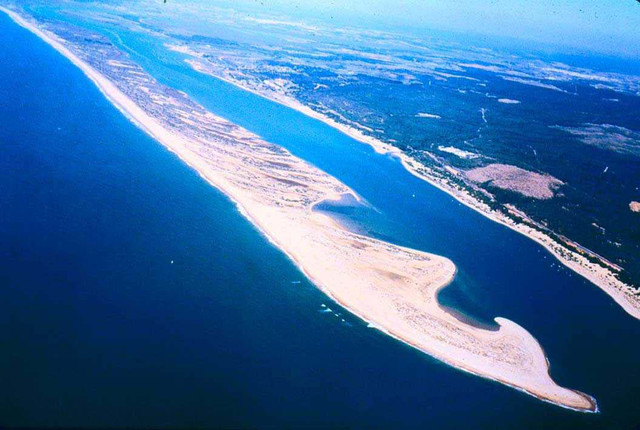
Flecha del Rompido.

## Recursos

### Recursos geológicos
El golfo de Cádiz posee pequeñas reservas de gas natural. Aunque en el pasado se desechó la extracción por considerar que no existía cantidad suficiente para asegurar la rentabilidad, en la actualidad se plantea retomar la extracción para evitar la dependencia exterior. En la actualidad Repsol extrae a 30 kilómetros de Mazagón (Huelva).

### Recursos pesqueros
Las especies marinas de interés comercial que se capturan en el Golfo de Cádiz suman 314, entre ellas destacan la chirla, la anchoa, el salmonete, la acedia y el atún. El atún es especialmente importante, en términos económicos y culturales, ya que implica técnicas de pesca distinta como son las almadrabas.

## Protección
La zona ha sido declarada recientemente ZEPA (Zona de Especial Protección para las Aves) marinas

## Actividad sísmica
El golfo es una zona de alta actividad sísmica que ha provocado tsunamis